# .sy
.sy為敘利亞國家及地區頂級域（ccTLD）的域名。此外还拥有阿拉伯语顶级域名‎。該域名於1996 年 2 月 20 日啟用。該域名由叙利亚电信机构負責管理。該域名沒有註冊限制，任何人都能申請註冊二級域名以及三級域名。

## 外部連結
- IANA .sy whois information（页面存档备份，存于）
- .sy registration rules